# Mark Waugh
Mark Edward Waugh (Campsie, Australia, 2 de junio de 1965)) es un comentarista de críquet australiano y exjugador de críquet. Waugh es considerado uno de los mejores fildeadores de deslizamiento que jamás haya jugado cricket y ostentaba el récord mundial de la mayoría de las capturas de Test Cricket por parte de un no wicketkeeper hasta que Rahul Dravid lo rompió en 2009. Fue nombrado bateador de apertura en el "mejor equipo de One Day International de todos los tiempos" de Australia. También fue incluido en el Salón de la Fama de Australia por la junta de cricket de Australia en 2014.

## Trayectoria deportiva
En diciembre de 1988, Waugh hizo su debut en One Day International para Australia contra Pakistán. Hizo su debut en Test Cricket contra Inglaterra en enero de 1991.Hizo una asociación récord mundial de 464 carreras para el quinto terreno con Steve Waugh para Nueva Gales del Sur contra Australia Occidental en 1990-91; sus 138 carreras esterlinas en el debut de Test Cricket; tres al mando de cientos como abridores en el torneo de la Copa del Mundo de 1996; y 126 carreras para sellar el Trofeo Frank Worrell en las Indias Occidentales en 1995. En 1998, Shane Warne aceptó dinero de un corredor de apuestas indio durante una gira por Sri Lanka cuatro años antes. Waugh, un personaje lacónico y sin pretensiones, anunció su retiro del cricket internacional en octubre de 2002 después de perder su lugar en el equipo de Test Cricket para jugar contra Inglaterra.